# یانگکوویتسه (شهرستان کراکوف)
یانگکوویتسه (به لاتین: Janikowice) یک روستا در لهستان است که در گمینا سوومنگکی واقع شده‌است.
 یانگکوویتسه  ۱۸۱ نفر جمعیت دارد.